# لک‌لک آشیان
لک‌لک آشیان، روستایی از توابع بخش مرکزی شهرستان نیشابور در استان خراسان رضوی ایران است. قلعه لک لک آشیان متعلق به دوره قاجار، در این روستا قرار دارد.

## جمعیت
این روستا در دهستان دربقاضی قرار دارد و بر اساس سرشماری مرکز آمار ایران در سال ۱۳۸۵، جمعیت آن ۸۸ نفر (۲۹خانوار) بوده‌است.